# Membracis peruviana
Membracis peruviana är en insektsart som beskrevs av Leon Fairmaire. Membracis peruviana ingår i släktet Membracis och familjen hornstritar. Inga underarter finns listade i Catalogue of Life.